# کینگزویل (میزوری)
کینگزویل (به انگلیسی: Kingsville) یک شهر در ایالات متحده آمریکا است که در شهرستان جانسون، میزوری واقع شده‌است. کینگزویل ۰٫۷۸ کیلومتر مربع مساحت و ۲۶۹ نفر جمعیت دارد و ۲۷۸ متر بالاتر از سطح دریا واقع شده‌است.